# 刘千刚
刘千刚（1925年—），男，安徽芜湖人，中国空气动力学与飞行动力学专家、航空教育家，曾任西北工业大学教授、博士生导师，中国空气动力学会理事。